# Хайрулин, Галимджан Михайлович
Галимджа́н Миха́йлович Хайру́лин (27 мая 1974, Ярославль, СССР) — советский и российский футболист, российский тренер.

## Карьера

### Игрока
Воспитанник ярославского футбола. В 1991 году был зачислен во взрослую команду «Шинника». Но за неё Хайрулин не успел сыграть до развала страны, ограничившись лишь выступлениями за дубль. После образования чемпионата России, полузащитник выступал за клубы из России, Польши и Вьетнама.

### Тренера
Карьеру тренера Хайрулин начал во Вьетнаме, где он был играющим тренером команды Высшего дивизиона «Дананг». Футболист совмещал работу главного тренера (сначала в дубле, потом в основной команде) и игрока.
В 2002 году специалист вернулся в Ярославль, где несколько лет проработал детским тренером «Шинника». Затем Хайрулин возглавлял вторую команду и дубль ярославцев. С 2010 года он входил в тренерский штаб клуба. В 2011 году на несколько встреч исполнял обязанности главного тренера команды.
С 2013 года по начало 2015 года — главный тренер ФК «Знамя Труда» (Орехово-Зуево). В январе 2015 года был назначен на пост наставника костромского «Спартака».
С 2016 года — директор ЦПЮФ ФК «Шинник» Ярославль, президент федерации футбола Ярославской области.
С 10 июля 2023 года — генеральный директор ФК «Шинник».